# Сандалпанк
Сандалпанк (англ. Sandalpunk, від англ. sandals — сандалії) — напрям у науковій фантастиці (одна з похідних від кіберпанку), що описує світ, в якому панують технології античної доби. У світах сандалпанку часто фігурують винахідники греко-римської історії чи міфології (Архімед, Герон Александрійський, Гефест, Дедал та інші), а також апарати, механізми й винаходи тієї епохи (Геронова куля, Антикітерський механізм тощо).

## Твори у жанрі сандалпанк
- «300 спартанців» (англ. 300), комікс Френка Міллера 1998 року та його кіноекранізація Заком Снайдером у 2007 році
- «Геркулес» (англ. Hercules), дві обмежені серії коміксів Стіва Мура («Фракійські війни»[2] і «Ножі Кушу»[3]) та їх кіноекранізація 2014 року
- «Геркулес» (англ. Hercules), американський повнометражний мультфільм 1997 року
- «Геркулес: Легендарні подорожі» (англ. Hercules: The Legendary Journeys), американсько-новозеландський телесеріал 1995—1999 років
- «Ксена: принцеса-воїн» (англ. Xena: Warrior Princess), американсько-новозеландський телесеріал 1995—2001 років
- «Атлантида: Загублена імперія» (англ. Atlantis: The Lost Empire), повнометражний анімаційний фільм, який випустила студія Волта Діснея у 2001 році
- «Пригоди Астерікса» (фр. Astérix), започаткована у 1959 році серія французьких коміксів, написаних Рене Ґосіні та намальованих Альберто Удерзо, а також кіноекранізації ряду епізодів цієї серії
- «Бог війни» (англ. God of War), серія відеоігор, що дебютувала у 2005 році[4].